# Clypeoniscus stenetrii
Clypeoniscus stenetrii är en kräftdjursart som beskrevs av Barnard 1920. Clypeoniscus stenetrii ingår i släktet Clypeoniscus och familjen Cabiropidae.
Artens utbredningsområde är havet utanför Sydafrika. Inga underarter finns listade i Catalogue of Life.